# Arthur Batanides
Arthur Batanides (ur. 9 kwietnia 1923 w Tacoma, zm. 10 stycznia 2000 w Los Angeles) – amerykański aktor.

## Życiorys
Urodził się w Tacoma w stanie Waszyngton jako syn Hareklii Batanides. Wychowywał się ze starszą siostrą Helen (ur. 1918, zm. 2003). Swoje zainteresowanie aktorstwem wykazał już podczas II wojny światowej w Europie po występach przed innymi żołnierzami jako stand-uper. Ukończył sztukę dramatyczną w Actors Lab w Los Angeles, po czym zdobył bogate doświadczenie sceniczne. 
W 1951 trafił na mały ekran w serialach CBS – Nie do publikacji (Not for Publication), Niebezpieczeństwo (Danger) i fantastycznonaukowym Out There z Rayem Dantonem. W 1952 zadebiutował na Broadwayu w roli Franka w sztuce Zobacz jaguara. Po raz pierwszy wystąpił na kinowym ekranie w roli reportera w porażeniu prądem (niewymieniony w czołówce) w dramacie kryminalnym noir Czarny wtorek (Black Tuesday, 1954) z Edwardem G. Robinsonem i Jean Parker. 
Wystąpił gościnnie w serialach: Peter Gunn, Alfred Hitchcock przedstawia, Rawhide, Zorro, Bonanza, Ścigany, Doktor Kildare, Prawo Burke’a, Strzały w Dodge City, Zagubieni w kosmosie, Star Trek: Seria oryginalna, Hawaii Five-O, Mission: Impossible, Ulice San Francisco, Ironside, Columbo, Wonder Woman, Happy Days i Nieustraszony.
Wcielił się w postać Pana Kirklanda w serii: Akademia Policyjna 2: Pierwsze zadanie (1985), Akademia Policyjna 3: Powrót do szkoły (1986), Akademia Policyjna 4: Patrol obywatelski (1987) i Akademia Policyjna 6: Operacja Chaos (1989).
Zmarł 10 stycznia 2000 w Los Angeles w wieku 76 lat.

## Filmografia

### Filmy
- 1956: Dziesięcioro przykazań – Izraelita
- 1960: Kobieta pijawka – Jerry Landau
- 1960: Spartakus – Legionista
- 1975: Brannigan – Angell
- 1985: Akademia Policyjna 2: Pierwsze zadanie – Pan Kirkland
- 1986: Akademia Policyjna 3: Powrót do szkoły – Pan Kirkland
- 1987: Akademia Policyjna 4: Patrol obywatelski – Pan Kirkland
- 1989: Akademia Policyjna 6: Operacja Chaos – Pan Kirkland

### Seriale
- 1958: Peter Gunn – Gus Triano
- 1958: Alfred Hitchcock przedstawia – policjant
- 1959: Rawhide – Beckstrom
- 1959: Zorro – Lazaro
- 1959: Alfred Hitchcock przedstawia – detektyw
- 1960: Bonanza – Spiro
- 1959: Rawhide – Cygan
- 1961: Bonanza – Pablo
- 1963: Combat! – Nader
- 1964: Strzały w Dodge City – Harv Foster
- 1964: Doktor Kildare – Pan Freedman
- 1964: Ścigany – Wimpy
- 1965: Prawo Burke’a – Spanjard
- 1965: Strzały w Dodge City – Feeter Kreb
- 1967: Zagubieni w kosmosie – 	Rangah
- 1969: Mission: Impossible – Kura / ks. Paolo Dominguin
- 1969: Star Trek: Seria oryginalna – oficer Gwiezdnej Floty / geolog D’Amato
- 1970: Mission: Impossible – porucznik Kappelo
- 1971: Hawaii Five-O – konsul
- 1971: Mission: Impossible – Valenkoff
- 1972: Ulice San Francisco – Maitre’d
- 1973: Ironside – sierżant Manny Mankiewicz
- 1974: Happy Days – Eddie
- 1974: Columbo – Murph
- 1976: Happy Days – Louie
- 1978: Wonder Woman – Maxwell / Krug
- 1976: Happy Days – Claw
- 1980: Galactica 1980 – Cabbie
- 1980: Happy Days – Eddie
- 1983: Happy Days – Referee
- 1985: Nieustraszony – Christian Böck